# Sibilla Persica (Guercino)
La Sibilla Persica è un dipinto a olio su tela (117×96 cm) del Guercino datato 1647 e conservato nei Musei Capitolini di Roma.

## Storia e descrizione
Il dipinto fu commissionato tra il 1645 e il 1647 dal governatore di Cento Carlo Rondinelli.
La prima menzione certa avviene nel Registro dei Conti del pittore, dove è citato il momento del pagamento (259 lire, pari a poco più di 64 scudi) dell'opera avvenuto nel 1647, due settimane dopo il quadro della Sibilla Frigia, commesso dall'ambasciatore bolognese di stanza a Roma, Girolamo Albergati (oggi in collezione privata inglese): «Il di 6 Giugno. Si è riceuto dal Sig. Co. Carlo Rondinelli Gov.re di Cento dopie d'Italia n. 17 1⁄2 p[er] il Quadro della Sibilla Persica, quali fano L. 259 - che sono Scudi 64, L3.».
Il dipinto entra nella collezione Pio nella metà del XVII secolo, acquistato dal cardinale Carlo Francesco durante i suoi anni di legato pontificio a Ferrara, città di origine del Rondinelli, tra il 1655 e il 1663.
L'opera figura poi nel 1697 esposto nella "mostra" annuale che soleva svolgersi presso la chiesa di San Salvatore in Lauro a Roma, col titolo di Sibilla del Guercino. La tela intorno al 1724 figura ancora nell'inventario Pio.
Nel 1750 secolo la tela, con tutta la collezione Pio, fu acquistata da papa Benedetto XIV Lambertini per la città di Roma, trovando esposizione nel nascente museo del Campidoglio.
Caduta nell'oblio durante tutto l'Ottocento, a causa anche di riverniciature successive che hanno deteriorato lo spessore qualitativo del dipinto, la tela fu declassata a opera di bottega eseguita dai fratelli e seguaci Cesare e Bartolomeo Gennari. Questa errata attribuzione rimase per tutto il Novecento, finché l'opera non fu completamente rivalutata e riconsiderata autografa del Guercino a seguito di interventi di ripulitura avvenuti tra il 1990 e il 1991 che hanno rimosso tutta la patina gialla che ne rovinava la lettura.
Il dipinto mostra la sibilla in posa malinconica e pensierosa, con mento poggiato su una mano; sul libro a destra è scritto il nome del soggetto ritratto. L'opera riscosse sin dal principio grande successo, al che diverse repliche antiche furono realizzate durante tutto il Settecento.

## Altre versioni

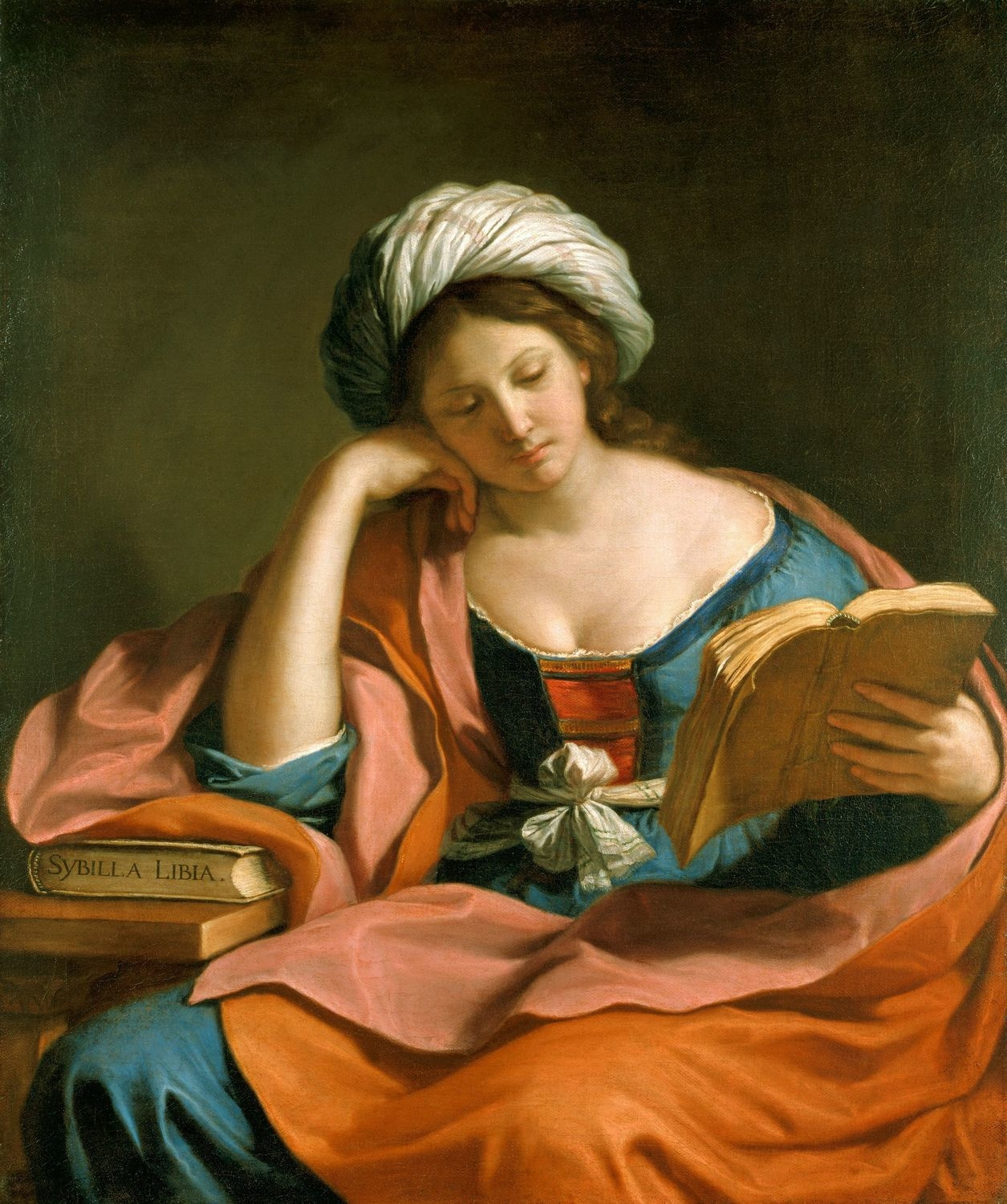
Guercino, Sibilla Libica (1651) - Royal Collection
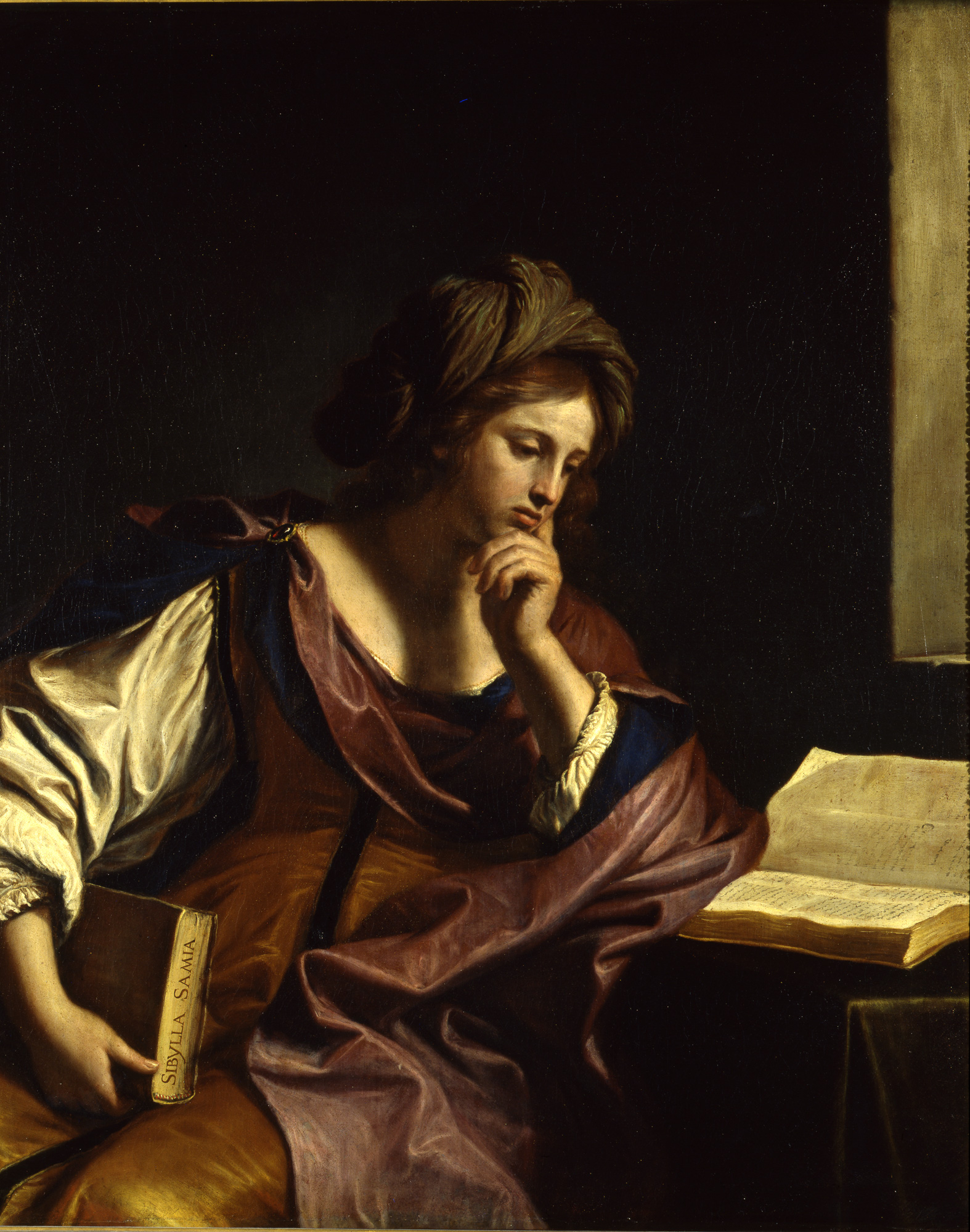
Guercino, Sibilla Samia (1652-1653) - Palazzo Reale (Genova)